# Tyler Johnson
Tyler Ryan Johnson (Grand Forks, Dakota del Norte, 7 de mayo de 1992) es un jugador de baloncesto estadounidense que actualmente se encuentra sin equipo. Con 1,91 metros de estatura, juega en la posición de escolta.

## Trayectoria deportiva

### Universidad
En su carrera de cuatro años con los Bulldogs de la Universidad Estatal de California, Fresno, Johnson apareció en 127 partidos (87 como titular) y promedió 10,6 puntos, 4,8 rebotes, 2,4 asistencias y 1,1 robos en 27,9 minutos por partido, mientras que firmó un 45,6 por ciento desde el campo, 37,4 por ciento desde la línea de tres puntos y un 71,6 por ciento desde la línea de tiros libres. Terminó su carrera ocupando el puesto número 16 en la lista de anotadores de todos los tiempos de Fresno State con 1.346 puntos en su carrera. En su cuarto y último año como "senior", fue nombrado en el segundo mejor quinteto de la Mountain West Conference y anotó un 43,2 por ciento desde la línea de tres puntos, el sexto porcentaje más alto de triples en una temporada en la historia de la universidad.

#### Estadísticas
| Año     | Equipo       | PJ  | PT | MPP  | %TC  | %3P  | %TL  | RPP | APP | ROB | TPP | PPP  |
| ------- | ------------ | --- | -- | ---- | ---- | ---- | ---- | --- | --- | --- | --- | ---- |
| 2010–11 | Fresno State | 31  | 1  | 16.9 | .441 | .143 | .540 | 2.9 | 2.0 | 1.1 | .3  | 4.4  |
| 2011–12 | Fresno State | 33  | 23 | 29.6 | .422 | .315 | .686 | 4.6 | 2.5 | 1.3 | .3  | 9.3  |
| 2012–13 | Fresno State | 29  | 28 | 29.6 | .461 | .402 | .709 | 4.1 | 2.0 | .9  | .2  | 12.1 |
| 2013–14 | Fresno State | 35  | 35 | 33.6 | .479 | .432 | .805 | 7.3 | 2.9 | 1.0 | .4  | 15.9 |
| Total   | Total        | 128 | 87 | 27.6 | .456 | .372 | .716 | 4.8 | 2.4 | 1.1 | .3  | 10.5 |

### Profesional
Después de no ser elegido en el Draft de la NBA de 2014, Johnson se unió a los Miami Heat para disputar la NBA Summer League 2014. El 7 de agosto de 2014, firmó con los Miami Heat. El 23 de octubre de 2014, fue descartado por los Heat, a pocos días para el comienzo de la temporada 2014-15 de la NBA.
El 6 de febrero de 2019 es traspasado a Phoenix Suns junto a Wayne Ellington a cambio de Ryan Anderson.
Tras una temporada en Phoenix, el 24 de junio de 2020, Johnson firma con los Brooklyn Nets para la reanudación de la temporada 2019-20. El 27 de noviembre renueva con los Nets por otra temporada. En junio de 2021, queda como agente libre al no ser renovado por los Nets.
El 20 de diciembre de 2021 firma un contrato de 10 días con Philadelphia 76ers. Tras 3 encuentros con los 76ers, el 6 de enero, firma por otros 10 días con San Antonio Spurs, con los que disputa otros 3 encuentros.

## Estadísticas de su carrera en la NBA

### Temporada regular
| Año     | Equipo       | PJ  | PT | MPP  | %TC  | %3P  | %TL   | RPP | APP | ROB | TPP | PPP  |
| ------- | ------------ | --- | -- | ---- | ---- | ---- | ----- | --- | --- | --- | --- | ---- |
| 2014-15 | Miami        | 32  | 2  | 18.8 | .419 | .375 | .681  | 2.5 | 1.3 | 1.0 | .3  | 5.9  |
| 2015-16 | Miami        | 36  | 5  | 24.0 | .488 | .386 | .797  | 3.0 | 2.2 | .7  | .4  | 8.7  |
| 2016-17 | Miami        | 73  | 0  | 29.8 | .433 | .372 | .768  | 4.0 | 3.2 | 1.2 | .6  | 13.7 |
| 2017-18 | Miami        | 72  | 39 | 28.5 | .435 | .367 | .822  | 3.4 | 2.3 | .8  | .5  | 11.7 |
| 2018-19 | Miami        | 44  | 10 | 25.5 | .426 | .353 | .693  | 2.8 | 2.5 | .9  | .5  | 10.8 |
| 2018-19 | Phoenix      | 13  | 12 | 31.2 | .368 | .321 | .872  | 4.0 | 4.2 | 1.1 | .5  | 11.1 |
| 2019-20 | Phoenix      | 31  | 3  | 16.6 | .380 | .289 | .750  | 3.2 | 1.6 | .4  | .3  | 5.7  |
| 2019-20 | Brooklyn     | 8   | 4  | 24.3 | .405 | .389 | 1.000 | 3.0 | 3.0 | .5  | .1  | 12.0 |
| 2020-21 | Brooklyn     | 39  | 3  | 17.5 | .393 | .364 | .857  | 2.0 | 1.2 | .4  | .0  | 5.4  |
| 2021-22 | Philadelphia | 3   | 0  | 12.7 | .400 | .429 | 0     | 2.0 | .7  | .3  | .3  | 3.7  |
| 2021-22 | San Antonio  | 3   | 0  | 17.7 | .200 | .333 | 0     | 2.0 | 1.7 | .4  | .7  | 2.0  |
| Total   | Total        | 354 | 78 | 24.6 | .426 | .360 | .779  | 3.0 | 2.3 | .8  | .4  | 9.8  |

### Playoffs
| Año   | Equipo   | PJ | PT | MPP  | %TC  | %3P  | %TL   | RPP | APP | ROB | TPP | PPP  |
| ----- | -------- | -- | -- | ---- | ---- | ---- | ----- | --- | --- | --- | --- | ---- |
| 2016  | Miami    | 5  | 0  | 12.2 | .455 | .500 | .727  | 1.4 | 1.6 | .2  | .0  | 4.2  |
| 2018  | Miami    | 5  | 5  | 16.2 | .538 | .600 | .857  | 1.6 | .8  | .4  | .0  | 8.0  |
| 2020  | Brooklyn | 4  | 2  | 23.3 | .457 | .393 | 1.000 | 1.8 | 2.3 | .0  | .3  | 13.8 |
| 2021  | Brooklyn | 8  | 0  | 8.6  | .353 | .273 | 1.000 | .8  | .6  | .3  | .0  | 2.1  |
| Total | Total    | 22 | 7  | 13.8 | .460 | .418 | .818  | 1.3 | 1.2 | .2  | .0  | 6.0  |